# سلنا رویل
سلنا رویل (انگلیسی: Selena Royle؛ ۶ نوامبر ۱۹۰۴ – ۲۳ آوریل ۱۹۸۳) هنرپیشه اهل ایالات متحده آمریکا بود. از فیلم‌هایی که وی در آن نقش داشته است، می‌توان به شجاعت لسی و خانم پارکینگتون اشاره کرد. او یک خواهر بزرگتر به نام ژوزفین فتر رویل داشت.